# Simulgolf
Simulgolf è un videogioco di simulazione di minigolf, sviluppato da Ivan Venturi per Commodore 64 e pubblicato nel 1988 dalla software house italiana Simulmondo. Seguì una conversione per PC IBM sviluppata da Dino Olivieri ed erano previste anche versioni Amiga, MSX e ST, di cui però non si ha conferma. È molto simile all'arcade Mini Golf pubblicato da Bally Sente nel 1985.

## Modalità di gioco
Il gioco comprende 3 percorsi da 18 buche ciascuna presentate con una visuale dall'alto. Una volta posizionata la pallina all'inizio della buca tramite un braccio meccanico, occorre impostare la direzione e l'intensità del tiro, cercando di superare i vari ostacoli presenti lungo il percorso. A seconda della buca possono essere presenti anche salti, oggetti animati, pozze d'acqua, curve paraboliche e altro. Lo scopo è quello di mandare la pallina in buca nel minor numero possibile di colpi.
È possibile giocare fino a 4 giocatori. Al termine di ogni buca un tabellone riepiloga i punteggi di ciascun giocatore.